# Плоча на Мостич
Надгробната плоча на Мостич с надпис на старобългарски език покрива гроба на прабългарина Мостич (IX – X век) – висш държавник и военачалник в Първата българска държава.
Сведенията за чъргубиля Мостич идват от епитафа върху надгробната му плоча. Неговият гроб е открит от археолога проф. Станчо Ваклинов при разкопки в наричаната днес на него Църква на Мостич в местността Селище във Велики Преслав на 27 ноември 1952 г.
Това е първото споменаване в епиграфски паметник на владетелската титла цар. 
Това е първото изписване на кирилица на старобългарски език на висшата титла от Първата българска държава - ичиргу боила.

## Надпис
Надписът гласи: 
Оригинал на старобългарски
| „ | Сьдє лєжитъ Мостичь чрьгѹбыліа бывыи прі Сѵмєонѣ цр҃и и прі Пєтрѣ цр҃и ос(м)иѭ жє дєсѧть лѣтъ сы оставивъ чрьгѹбыльство і вьсє імѣниѥ быстъ чрьноризьць ї въ томь сьврьши жизнь своѭ. | “ |

Превод на новобългарски
| „ | Тук почива Мостич, който бе чъргубиля при цар Симеон и при цар Петър. А на осемдесет години, оставяйки чъргубилството и всичкото си имущество, стана монах и така свърши своя живот. | “ |